# Vadász Viktor
Vadász Viktor (Székesfehérvár, 1986. augusztus 15. –) labdarúgó, a Mezőörs KSE védője.

## Pályafutása
Vadász Viktor a Videoton csapatában kezdte pályafutását, és ott mutatkozott be a magyar élvonalban. 2011-ben igazolt a Diósgyőri VTK csapatához. A miskolci klub színeiben 67 NB I-es találkozón lépett pályára, majd 2014 júniusában Újpestre igazolt. 2015 szeptemberében a Békéscsaba játékosa lett. A lila-fehér klub kiesett az élvonalból a szezon végén, Vadász pedig az akkor harmadosztályú Győri ETO játékosa lett.

## Család
Édesapja Vadász Imre, aki 1979 és 1994 között a Videoton, az MTK és a Zalaegerszegi TE csapataiban játszott a magyar élvonalban.